# لانسلوت

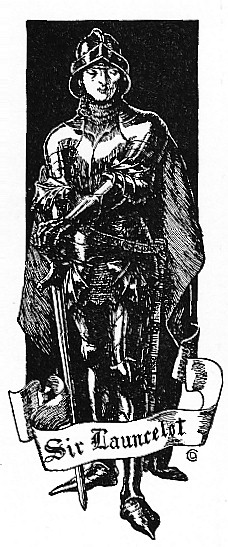
سير لانسلوت

لانسلوت هو أحد فرسان المائدة المستديرة وأهم أتباع الملك آرثر المخلصين وكان زوج إلاين ووالد غالاهاد وهو يلقب أيضا بلانسلوت البحيري أو لانسلوت من البحيرة Lancelot Du lac وكان حبيب غوينيفير وكان حبهما موضوع العديد من الحكايات.

## أوصافه
ذكره كريتيان دي تروا في حكاية إريك وجعله لاحقا أحد أبطاله وقال عنه على لسان إحدى الشخصيات أنه لا فارس ولد من رجل وامرأة وجلس على سرج كان مساويا لذاك الرجل، وبهذا كانت حكايات لانسلوت المفضلة بين الرواة والسامعين.
لم يكن لانسلوت موجودا في الحكايات الأولى عن آرثر في ويلز ولكنه ظهر في الحكايات الفرنسية اللاحقة وأصبح مثالا للشخصية الخيالية فكان ذا قوة وحجم هائلين ولم يجارى في قتال ، وكان وسيما وحساسا وشهما وهي صفات الفرسان في العصور الوسطى.

## النشأة
لانسلوت هو ابن بان ملك بنواك وهو إقليم في إحدى نواحي غرب فرنسا، وهو منحدر من نسل الملك داود وهو بهذا قريب المسيح، وكان بان والد لانسلوت قد مات في معركة عندما كان صغيراً فاختطفته سيدة البحيرة من أمه وربته في قصر مسحور فسمي بالبحيري، وعندما بلغ الثامنة عشر أرسلته إلى الملك آرثر.

## لانسلوت مع آرثر
أصبح لانسلوت أكبر أنصار آرثر، وفي الأوقات التي كان فيها آرثر في مأزق كان لانسلوت يساعده دائما، لكن ماساته كانت حبه لغوينيفير زوجة آرثر فنسب كل شهرته ونجاحه على قوة حبها الملهمة لكنه وقع في تعارض شديد بين وفائه لمليكه وحبه لزوجته مما حرمه هذا من الفوز بشرف الظفر بالكأس المقدسة وقاده في النهاية لأن يتحارب مع القائد الذي أخلص له.

## لانسلوت في الأدب
- 1170 – 1190 كتب عنه كريتيان دو تروا في إريك وإينيد وحكاية لانسلوت
- 1200 تقريبا كتب عنه أولريخ فون راتزيكهوفن في لانزيليت.